# Atlantis (film 2019)
Atlantis (in ucraino Атлантида?, Atlantyda) è un film del 2019 scritto, diretto, montato e fotografato da Valentyn Vasjanovyč.
Vincitore del premio Orizzonti per il miglior film alla 76ª Mostra internazionale d'arte cinematografica di Venezia, è stato il candidato ucraino come miglior film internazionale ai premi Oscar 2021, senza però rientrare tra i cinque finalisti. Nel 2021 si è classificato 11º tra i 100 migliori film nella storia del cinema ucraino secondo il Centro Oleksandr Dovženko.

## Trama
Nel 2025, un anno dopo la fine di un conflitto devastante tra Russia e Ucraina che, escalando dalla guerra del Donbass, ha finito per rendere definitivamente inabitabili i territori tra loro contesi nonostante la vittoria di quest'ultima, Serhij, un soldato ucraino affetto da disturbo da stress post-traumatico che lavora ora in una fonderia in procinto di essere comprata da degli stranieri facoltosi, viene riscosso dalla sua esistenza alienata dal suicidio di un amico, collega ed ex commilitone, gettatosi nel crogiolo.
Riparte dunque per i territori ad Est che un tempo lo avevano visto impugnare le armi, unendosi a un gruppo di volontari col compito di dissotterrare e identificare i corpi spesso irriconoscibili di tutte le vittime civili e non che, in tempo di guerra, erano state frettolosamente gettate nelle fosse comuni. Lì, affronta i fantasmi del suo passato e s'innamora di Katja.

## Produzione
Le riprese si sono tenute a Mariupol' tra il gennaio e il marzo 2018. La maggior parte del cast è composta da autentici volontari, paramedici e attivisti per i diritti umani della guerra del Donbass.

## Distribuzione
Il film è stato presentato in anteprima il 4 settembre 2019, nella sezione Orizzonti della 76ª Mostra internazionale d'arte cinematografica di Venezia. È stato distribuito a partire dal 5 novembre 2020 nelle sale cinematografiche ucraine. In Italia, è stato distribuito da Wanted Cinema l'11, 12 e 13 aprile 2022, in concomitanza con l'invasione russa dell'Ucraina.

## Riconoscimenti
- 2019 - Mostra internazionale d'arte cinematografica
  - Premio Orizzonti per il miglior film
- 2019 - Tokyo International Film Festival
  - Premio speciale della giuria
- 2021 - Satellite Awards
  - Candidatura per il miglior film in lingua straniera